# Kwabalen
FishBase classificeert de familie kwabalen (Lotidae) als zelfstandige familie in de orde kabeljauwachtigen (Gadiformes). Deze familie kent 6 geslachten en 23 soorten. ITIS daarentegen beschouwt dit taxon als onderfamilie Lotinae in de familie Gadidae (kabeljauwen). Hieronder verder de classificatie van FishBase.

## Lijst van geslachten
- Brosme Oken (ex Cuvier), 1817
- Ciliata Couch, 1832
- Enchelyopus Bloch & J. G. Schneider, 1801
- Gaidropsarus Rafinesque, 1810
- Lota Oken, 1817
- Molva Lesueur, 1819